# Frans Hals ou l'Admiration
Frans Hals ou l'Admiration est une pièce de théâtre, en 3 actes et en vers libres, écrite par Sacha Guitry, créée le 28 mars 1931 au Théâtre de la Madeleine, avec Guitry (Frans Hals), Pierre Fresnay (Adriaen Van Ostade) et Yvonne Printemps (Annette).

## Distribution
- Sacha Guitry : Frans Hals
- Pierre Fresnay : Adrien Van Ostade
- Louis Allibert : Philippe Wouwerman
- Romuald Joube : Antoine Van Dyck
- Émile Roques : Scorelgen
- Émile Drain : Van Berck
- Louis Kerly : Van Knup
- Pierre Huchet : Jan Brou
- Georges Lemaire : Willem Jacobs
- Jean Stebler : Voogt
- Yvonne Printemps : Annette
- Marthe Harel : Frederik